# Vänligt över jorden glänser
Vänligt över jorden glänser är en psalm av Johan Olof Wallin från  1818. Psalmen bearbetades till en ny version 1979 av Britt G. Hallqvist för Den svenska psalmboken 1986. Texten har beskrivits som en "solhymn" - och Wallin arbetade ofta och gärna med bilden av Kristus som solen, världens ljus.
I 1939 års koralbok anges att melodin sannolikt är svensk och tidigast nedtecknad 1675 i Rappehandskriften. Melodin publicerades som nr 173 Jesus, du dig själv uppväckte i 1695 års psalmbok. Det är samma melodi som till den något senare Kom till högtid och de samtida Sköna tempel, Herrens boning (1921 nr 573) och Upptag, Herre, våra böner (1921 nr 641) och Upp, var ljus, ty ljuset lyser (1819 nr 539) vilka har vissa likheter med Han lever! O min ande, känn (1819 nr 108).
|  |
|  |

## Publicerad i
- 1819 års psalmbok som nr 73 under rubriken "Jesu kärleksfulla uppenbarelse i mänskligheten: Jesu person, lära och gärningar".
- Svenska Missionsförbundets sångbok 1920 som nr 55 under rubriken "Jesu person"
- Sionstoner 1935 som nr 94 under rubriken "Frälsningens grund i Guds kärlek och förverkligande genom Kristus".
- 1937 års psalmbok som nr 35 under rubriken "Guds härlighet i Kristus".
- Den svenska psalmboken 1986 som nr 34 under rubriken "Jesus, vår Herre och broder".
- Cecilia 2013 som nr 56 under rubriken "Jesus Kristus".